# Salemertal
Das Salemertal (Salemer Tal) ist ein Landschaftszug im südlichen Linzgau. Es stellt die natürliche Verbindung zwischen den beiden Gemeinden Salem und Frickingen im baden-württembergischen Bodenseekreis dar.
Das Tal liegt im Bodensee-Hinterland, rund fünf bis neun Kilometer vom Seeufer entfernt und wird von der Salemer Aach durchflossen.